# それいけ!アンパンマン ばいきんまんとえほんのルルン
『それいけ!アンパンマン ばいきんまんとえほんのルルン』は、2024年6月28日公開の日本のアニメ映画。『それいけ!アンパンマン』映画シリーズ通算第35作。

## 概要
本作はアンパンマンの宿敵・ばいきんまんを主役に据えており、アンパンマンと協力し「絵本の世界」を守るべく活躍する姿を描く。また、ばいきんまんがメインとなっているため、これまでの作品と比べるとアンパンマンとその仲間たちやドキンちゃん・ホラーマンといったレギュラーの出番が少なく、脇役のようなポジションとなっている。
ゲスト声優として、女優の上戸彩、ナインティナインの岡村隆史が出演。上戸は絵本の世界に住む森の妖精・ルルンを、岡村はルルンが守っている大切な森を荒らすすいとるゾウをそれぞれ演じる。
また、「大人もアンパンマンの映画を観たい!」という声に応え、7月19日より公開期間中の毎週金曜日、シネ・リーブル池袋で夜の時間帯上映「アンパンマンナイト」を実施。幼児に配慮した「音量小さめ」・「場内明るめ」ではなく「通常音量（※一部特別な音響設定あり）」・「場内暗転」で上映した。後に実施上映館数の拡大や発声可能応援上映も行われ、監督の川越淳は感謝を込めてイラストを描き下ろしている。シネ・リーブル池袋での初回は映画上映後、監督の川越と脚本の米村正二によるトークイベントを開催した。
長年東京ムービーの元撮影部門である株式会社トムス・フォトが、2024年4月1日付で株式会社トゥーンアディショナルピクチャーズに社名を変更したため、劇場版シリーズでトゥーンアディショナルピクチャーズのスタッフと関わるのは、本作のみとなる。株式会社トゥーンアディショナルピクチャーズが、2025年4月1日付で株式会社トゥーン ハーバー ワークスに社名を変更した。長年現像及びラボを担当した東京現像所が、2024年3月1日、親会社の東宝株式会社に吸収合併され、法人格も消滅したため、本作は劇場版シリーズで東宝スタジオと東宝ポストプロダクションセンターがラボを担当する最初の作品となった。
6月28日の封切りから8月16日時点までで興行収入は6億7231万7140円、観客動員は52万9504人を記録し、興行収入はシリーズ歴代最高額を更新した。
3年ぶりに「強制変身によって、残されたキャラクターが壁を超える展開」があったが、本作は序盤から味方が強制変身された。

## あらすじ
ある日、一冊の絵本を見つけたばいきんまんは、その絵本から自らを「愛と勇気の戦士」と呼びつつ助けを求める声を耳にする。そしてばいきんまんは、そのまま絵本の中に吸い込まれてしまった。
絵本の世界には、妖精たちが暮らす森が広がっていた。ばいきんまんはその仲間の一人・ルルンと出会う。
森では「すいとるゾウ」が大暴れしており、臆病なルルンはばいきんまんに退治を依頼する。最初は嫌々だったもののすいとるゾウを倒すべく奮闘するばいきんまんの姿に、ルルンはいつしか勇気を与えられる。
しかし、すいとるゾウの脅威を前にばいきんまんもルルンも苦戦を強いられる。絶体絶命の中、ばいきんまんはルルンにアンパンマンを呼ぶよう伝えるのだった。

## 登場キャラクター（キャスト）
詳細はアンパンマンの登場人物一覧を参照。

### レギュラーキャラクター
アンパンマン
声 - 戸田恵子
オープニングに登場した後、しばらく出番がなかった。ルルンと共にばいきんまんの救出に向かう。
ばいきんまん
声 - 中尾隆聖
本作では彼が主役として描かれ、全編に渡って登場する。当初はえほんの世界の住人がアンパンマンの存在を知らないのをいいことにすいとるゾウを倒してえほんの世界を支配しようと考えていた。すいとるゾウに素手では敵わず、さらには「弱虫」とバカにされた為、ルルンと共に工具をはじめ、ウッドだだんだんを作り上げ、再挑戦を決意する。「愛と勇気の戦士」と呼ばれる度に拒絶反応を起こしていたが、ラストでは「たまにはこういうのもいいか」と、まんざらでもない表情でえほんの世界から去っていった。
『よみがえれ バナナ島』と同様に落ち込んだゲストキャラクターを励ましたり、『かがやけ!クルンといのちの星』などと同様にアンパンマンと同じ方向の敵に立ち向かっていったりした。
ジャムおじさん
声 - 山寺宏一
バタコさん
声 - 佐久間レイ
めいけんチーズ
声 - 山寺宏一
ドキンちゃん
声 - 冨永みーな
突然いなくなったばいきんまんを探すために、コキンちゃんとホラーマンと共にパン工場を訪れる。その後はばいきんまんの居場所を知って安心したのか絵本の世界には同行せず、別荘でかき氷を食べながらばいきんまんの帰りを待っていた。また、しょくぱんまんとの絡みもなく、彼がすいとるゾウによってコゾウに変えられたことは最後まで知らなかった。
ホラーマン
声 - 矢尾一樹
カレーパンマン
声 - 柳沢三千代
えほんの世界に入ってから、ルルンと対面した。
しょくぱんまん
声 - 島本須美
えほんの世界に入ってから、ルルンと対面した。
メロンパンナ
声 - かないみか
クリームパンダ
声 - 長沢美樹
コキンちゃん
声 - 平野綾
カバオくん
声 - 山寺宏一
みみせんせい
声 - 滝沢ロコ
かびるんるん

### ゲストキャラクター
ルルン
声 - 上戸彩
えほんの世界に広がる大きな森に住む妖精。一人称は「ルルン」。
すいとるゾウ
声 - 岡村隆史（ナインティナイン）
青色の巨大なゾウ。えほんの世界の森で暴れ回り、ばいきんまんとルルンを苦戦させる。怪力だけでなく、目から発射する光線で小象にさせる。「～だゾウ」と話す。その正体はばいきんまんが開発を中止したバイキンメカの失敗作で、本当の姿はスゴイゾウに似ている。
コゾウ
声 - 宮本侑芽
モックリ&ムックリ
声 - 岡本幸輔（モックリ）、二又一成（ムックリ）
年老いた姿の森の妖精。ばいきんまんの助けを待ち続けていた。
森の妖精たち

### その他の登場キャラクター
シドロ&モドロ
声 - ドリーミング
ちびぞうくん
ピョン吉
ウサ子
ネコ美
クマ太
コン太
たこやきまん
コーンくん
どろんこ魔王
絵本の絵として登場。
しらたまさん
こむすびまん
かつぶしまん
ナガネギマン
ハンバーガーキッド
ピクルス
やきそばパンマン
ソース
以上、オープニングに登場。

## 用語
大きな木の大きな森

### 乗り物と道具
アンパンマン号
ドキンUFO
飛行船アンパンマン号
ブルーティアーズ号

#### バイキンメカ
バイキンUFO
カッパラス
ゴロンゴロ
だだんだん
バリンガー
ウッドもぐりん
木製バイキンUFO
ウッドだだんだん
だだんだんと同型の木製メカ。すいとるゾウを倒すためにばいきんまんがルルンと協力して完成させた、
すいとるゾウ
木製バイキンロボ

## スタッフ
- 原作 - やなせたかし（フレーベル館刊）
- 制作 - 桑原勇蔵、桑原佳子、竹崎忠、吉川隆樹、越尾正子、清水明浩、太田和宏
- プロデューサー - 岩崎和義、今井蘭泉、伊藤卓哉
- 脚本 - 米村正二
- 主題歌 - やなせたかし、三木たかし
- 音楽 - いずみたく、近藤浩章
- キャラクターデザイン・作画監督 - 前田実
- 美術監修 - 石垣努
- 美術監督 - 光元博行
- 色彩設計 - 原田幸子
- 撮影監督 - 竹花祐介
- 編集 - 小宅貴史
- 音響監督 - 山田知明
- 音楽監督 - 鈴木清司
- 音響効果 - 橋本正明
- 文芸担当 - 上田菜穂子
- アニメーションプロデューサー - 竹元将泰
- 監督 - 川越淳
- 原画 - 星名靖男、和田佳純、清水健一、大久保修、阿部純子、阿部航、中村沙由貴、遠藤栄一、山内貴美子、濱口漠、山下将仁 他
- 制作 - アンパンマン制作委員会2024

## 楽曲
オープニング・挿入歌『アンパンマンのマーチ』
エンディング『勇気りんりん』
作詞：やなせたかし、作曲：三木たかし、編曲：大谷和夫、歌：ドリーミング
挿入歌
『森は枯れても2024』
作詞：やなせたかし、作曲：いずみたく、編曲：近藤浩章、歌：ドリーミング
元々は第2作『ばいきんまんの逆襲』の挿入歌として使われた曲で、本作ではこの曲をテンポアップしたものが使われている。
『いくぞ!ばいきんまん』
作詞：やなせたかし、作曲：いずみたく、編曲：近藤浩章、歌：中尾隆聖
『アンパンマンたいそう』
作詞：やなせたかし・魚住勉、作曲：馬飼野康二、編曲：近藤浩章、歌：ドリーミング
『たましいの歌2021』
作詞：やなせたかし、作曲：いずみたく、編曲：近藤浩章、歌：ドリーミング